# Монгольські вторгнення до В'єтнаму
Монгольські вторгнення в Дайв'єт і Чампу, також помилково звані «Монголо-в'єтнамські війни» — три військові операції, в ході яких Монгольська імперія, завоювала до того часу північний Китай і Далі, вторгалася на територію держав Дайв'єт (династія Чан) і Чампа, розташованих в той час на території сучасного В'єтнаму. Ці вторгнення відбувалися в 1257—1258, 1284—1285 і 1287—1288 роках. Монголи зазнали поразки від держави Дайв'єт і змушені були вивести свої війська з Дайв'єта і Чампа. Як частина угоди, обидві держави погодилися визнати себе підлеглими Монгольської Імперії і платити їй данину.

## Передісторія
До 1250 року Монгольська імперія контролювала більшу частину Євразії, включаючи східну Європу, північний Китай, Маньчжурію, центральну Азію, Персію, Кавказ і Малу Азію. У завойованій в 1230-ті роки  Кореї періодично відбувалися повстання проти монголів, які закінчилися лише в 1270 році, коли Корея остаточно стала платити данину Монгольській імперії. Хан Мунке (1251—1259) планував у 1256 році вторгнення в ще незалежний Південний Китай. Хубілаю було доручено завоювання китайської держави Далі, яка знаходилася на території сучасної провінції Юньнань. Після завершення військової операції проти Дали Хубілай відправив військо під командуванням Урянхатая, сина Субедея, на південь. Урянхатай відправив послів у Дайв'єт з проханням дозволити його війську пройти по в'єтнамським землям і атакувати імперію Сун з півдня. В'єтнамці відмовили і посадили послів до в'язниці. Тоді Урянхатай і його син Ачу вторглися в Дайв'єт з тринадцятитисячним військом.

## Вторгнення в Дайв'єт. Перше взяття Тханглонга
В 1257 році, вторгшись в Дайв'єт, військо Урянхатая швидко захопило столицю держави, Тханглонг (нині Ханой). Для помсти за смерть своїх послів він вирізав населення міста. Тим не менш, військо монголів несло втрати через спеку, епідемій та партизанський рух. Тому, коли чанський правитель Дайв'єта, імператор Чан Тхай Тонг, визнав суверенітет Монгольської імперії, Урянхатай вивів свої війська. Укладене таким чином перемир'я тривало до 1280-х років.
Коли Великим Ханом став Хубілай, відносини між Монгольською імперією і Дайв'єтом були досить добрими. Згідно з китайськими хроніками династії Юань, Дайв'єт посилав данину монголам кожні три роки. Монгольська імперія посилала в Дайв'єт баскака. Однак до 1266 року ситуація змінилася, так як імператор Чан Тхань Тонг прагнув до більшої незалежності. Коли Хубілай зажадав повного підпорядкування, Чан Тхань Тон відповів йому вимогою відкликати баскака. Так як в цей час Хубілай був зайнятий війною з Китаєм і громадянською війною власне в монгольській імперії, напад на В'єтнам було відкладено, проте Хубілай нагадав імператору Дайв'єта про те, що раніше був укладений мирний договір.
У 1278—1279 роках монгольські війська розташувалися близько кордонів Дайв'єта. Новий імператор Чан Нян Тонг був викликаний до монгольського двору, але відправив замість себе свого дядька Чан Ді Ая як посла. У 1281 році Хубілай вирішив посадити Чан Ді Ая на трон, але невелике військо останнього було переможене в'єтнамськими військами.

## Чампа
Согету, монгольський намісник в Гуанчжоу, на початку 1280-х років зажадав повного підпорядкування Чампи монголам. Хоча король Чампи формально визнав верховенство Великого Хана, практично це не виразилося у жодних діях, і в 1282 році Согету організував морську експедицію проти Чампи на 100 кораблях і 5 000 воїнів. Флот монголів перед цим сильно постраждав в результаті невдалих експедицій до Японії, і зібрати флотилію більшого розміру не представлялося можливим. Согету вдалося успішно захопити столицю Чампи — Віджайю, але королю Індраварману V вдалося втекти. Його син очолив партизанську війну, яка в кінцевому рахунку привела до відведення монгольських військ. Согету спочатку запросив у Хубілая підкріплення, але в 1284 році, не дочекавшись підкріплення, відплив назад, представивши Хубілаю план наземного вторгнення в Чампу через Дайв'єт. План істотно ґрунтувався на впевненості Согету в тому, що правителі Дайв'єта є монгольськими васалами. Хубілай схвалив план і доручив своєму синові Тугану командування армією. Согету був другим командувачем, що підкорявся Тугану.

## Монгольські війни 1284—1288 років

Карта монгольсько-в'єтнамських воєн 1284—1288 років

Туган, отримавши від батька доручення завоювати Чампу, насамперед зажадав від чанського правителя Дайв'єта, Чан Нян Тонга, пропустити монгольські війська через Дайв'єт. У разі успіху монголи підійшли б до Чампи як з півдня, так і з півночі. У той час як Чан Нян Тон готовий був підкоритися, генерал Чан Хинг Дао, зібравши 15 тисяч воїнів, відмовився надати монголам право проходу через Дайв'єт і забезпечити їх харчами. Туган, однак, зміг розгромити армію Чан Хинг Дао і взяв Тханглонг в червні 1285 року.
Використовучи досвід зіткнень з китайськими арміями, імператор і його двір залишили столицю і відійшли на південь, використовуючи тактику спаленої землі, знищуючи села та зернові культури. У той же час Согету направив свою армію на північ, сподіваючись взяти військо Дайв'єта в кліщі. Однак війську Чампи вдалося розгромити цю армію і вбити самого Согету.
Армія Тугана просувалася вниз по річці Хонгха, де була зустрінута дайв'єтським військом під командуванням Чан Хуан Хая. Останньому вдалося перемогти військо монголів і змусити Тугана повернути назад. Друге монгольське військо, що було раніше під командуванням Согету, було на голову розбито Чан Хинг Дао, який змусив монголів приймати битви там, де монгольська кіннота не могла битися в повну силу.
На наступний рік Хубілай спробував повторити вторгнення, призначивши формально правителем Дайвьета молодшого брата Чан Нян Тонга, який втік до Китаю. Це вторгнення було зупинено на ранній стадії, так як не вдалося забезпечити постачання війська.
Нарешті, третє монгольське вторгнення до В'єтнаму відбулося в 1287 році. Монгольська армія під загальним командуванням Тугана налічувала 70 тисяч монгольських і китайських воїнів, 21000 союзників Китаю з племен, що жили в Юньнані і Хунані, авангард чисельністю в тисячу чоловік, а також 500 кораблів. Передбачалося, що монголи влаштують постійну базу біля сучасного Хайфонга, і подальше вторгнення буде одночасно морським і сухопутним. У відповідь Чан Хинг Дао вивів все населення з заселених областей, так що монголам нічого було завойовувати. Крім того, він провів блискучу операцію проти монгольського флоту в гирлі річки Батьданг. В'єтнамські війська встановили в гирлі річки кілки з гострими залізними наконечниками, увіткнені в дно і непомітні в приплив. Потім вони, використовуючи невелику флотилію, заманили монгольський флот у гирло річки. Під час відпливу рівень води зменшився, і монгольські кораблі були знищені кілками. Після цього монгольське військо було змушене відступити в Китай.

## Наслідки вторгнень
Поразки у В'єтнамі стали одним з найневдаліших для монголів епізодів їх воєн в XIII столітті і зупинили їх подальше просування в Південно-Східну Азію.
Хубілай був вкрай незадоволений діями Тугана і після кампанії заслав його до кінця життя в Янчжоу. Владу Хубілая успадковував онук, син Чинкімаа, Темур.
В'єтнамці та монголи погодилися після війни на обмін полонених. Формально чанський імператор в 1288 році визнав верховенство Великого хана і погодився платити йому данину, але на практиці жоден глава Дайв'єта не з'явився особисто до двору Хубілая віддати почесті, і відносини залишалися напруженими. У 1293 році Хубілай взяв під варту дайв'єтського посла, Дао Ту Кі. Відносини нормалізувалися лише при Темурі, і в 1295 році правитель Дайв'єта з'явився до двору Великого хана. Чампа також формально визнала верховенство Великого хана.